# Presidente Juscelino (Minas Gerais)
Presidente Juscelino é um município brasileiro do estado de Minas Gerais. Localiza-se a uma latitude 18º38'14" sul e a uma longitude 44º03'30" oeste, estando a uma altitude de 596 metros. Sua população recenseada em 2022 era de 3 465 habitantes.
O município foi emancipado de Curvelo em 1963, onde era o distrito de Ponte do Paraúna - nome ainda utilizado por alguns habitantes para se referir à cidade. O nome gera confusão tanto com a cidade de Presidente Kubitschek, localizada a 80 quilômetros de distância, como com a agência central dos Correios de Belo Horizonte, Agência Presidente Juscelino Kubitschek. Os habitantes de Presidente Kubitschek - também conhecida por "Tijucal" - se referem à cidade como "Preju".